# جوانه گندم

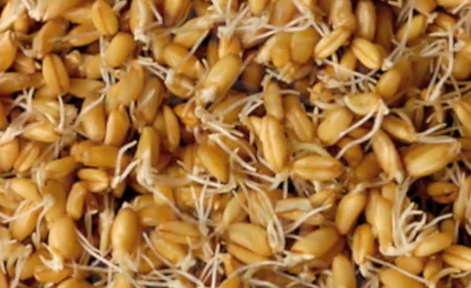
جوانه گندم

جوانهٔ گندم به مرحله‌ای از رشد گیاه گندم گفته می‌شود که در این مرحله بذر فعال شده و تحت تأثیر فرایندهای شیمیایی، ریشه‌ها از سویی و جوانهٔ کوچکی به طول سه تا چهار سانتیمتر از سوی دیگر رشد می‌کند. در مرحله جوانه‌زنی گیاه از فرایند فتوسنتز برای تأمین انرژی مورد نیاز استفاده نمی‌کند در عوض صرفاً با استفاده از فرایندهای شیمیایی و کمک گرفتن از اندوختهٔ غذایی موجود در بخش اندوسپرمِ گیاه به رشد ادامه می‌دهد. در این مرحله برخی ترکیبات نایاب در بذر ساخته می‌شود که به جوانه‌ها خواص بسیاری می‌بخشد. جوانهٔ گندم و سایر جوانه‌ها را می‌توان به صورت خام یا خشک و پودر شده مصرف کرد.
در صورتی که جوانه به رشد خود ادامه دهد و نور خورشید به آن برسد پس از چند روز برگ‌های سبز در آن ظاهر می‌شود و با استفاده از نور خورشید و فتوسنتز به حیات خود ادامه خواهد داد. در ایران و برخی کشورهای دیگر سبزیچه با عمر دو سه هفته گندم را با نام سبزه عید بر سر سفره نوروز می‌گذارند. همچنین از جوانه چند روزه گندم برای پخت سمنو استفاده می‌شود.
در صورتی که جوانه گندمِ چند روزه خشک شود و در دمای مخصوص تفت داده شود نشاسته موجود در آن تحت تأثیر آنزیم‌های موجود در جوانه گندم به قند تبدیل می‌شود که به ان مالت می‌گویند و در صنایع آبجو سازی و ماءالشعیرسازی استفاده می‌شود.
در ایران به اشتباه به گیاهک گندم (جوانه غیرفعال موجود در بذر خشک گندم پیش از جوانه زدن) و سبزیچه یا میکروگرین (micro green) گندم نیز جوانه گندم گفته می‌شود. در صورتی که این دو محصولات متفاوتی هستند.